# Nicky Koolen
Nicole (Nicky) Simone Koolen (Aldershot (Groot-Brittannië), 1 december 1972) is een voormalig Nederlands hockeyinternational, die 53 interlands (twee doelpunten) speelde voor de Nederlandse vrouwenploeg.
Koolen debuteerde voor Oranje op 1 februari 1995 uit tegen Zuid-Afrika (0-3 winst). Ze nam deel aan één Olympische Spelen: 'Atlanta 1996'. Daar eindigde de ploeg onder leiding van bondscoach Tom van 't Hek op de derde plaats (bronzen medaille) door in de troostfinale op strafballen te winnen van Groot-Brittannië.
De middenveldster speelde achtereenvolgens voor Maastricht, HCC Heerlen, EMHC, HDM en HGC. Ze maakte haar hoofdklassedebuut op 23 oktober 1988 met EMHC tegen HGC (1-1 gelijkspel).
Dillianne van den Boogaard · 
Mijntje Donners · 
Willemijn Duyster · 
Stella de Heij · 
Noor Holsboer · 
Fleur van de Kieft · 
Nicky Koolen · 
Ellen Kuipers · 
Jeannette Lewin · 
Suzanne Plesman · 
Wietske de Ruiter · 
Florentine Steenberghe · 
Margje Teeuwen · 
Carole Thate · 
Jacqueline Toxopeus · 
Suzan van der Wielen ·
Coach: Tom van 't Hek